# Рибопьер, Александр Иванович
Граф (с 1856) Александр Иванович Рибопьер (20 апреля [1 мая] 1781, Санкт-Петербург — 24 мая [5 июня] 1865, Санкт-Петербург) — русский придворный и дипломат швейцарского происхождения, управляющий государственными банками, действительный тайный советник, масон. Знаменитый в своё время красавец, блестящую карьеру при дворе сделал ещё в юности, при императоре Павле и в начале царствования Александра I. При пяти монархах он был, по свидетельству М. А. Корфа, «человек домашний во дворце».

## Биография
Происходил из швейцарского рода, представители которого в XVII веке проживали на берегу Невшательского озера. Сын Ивана Рибопьера, бригадира российской службы, который погиб при штурме Измаила. Тот прибыл в Россию с рекомендательным письмом от Вольтера и был обласкан императрицей, которая женила его на дочери покойного генерала А. И. Бибикова. 
При крещении восприемником Александра, названного в честь именитого деда, был его тёзка, малолетний тогда великий князь Александр Павлович. Образование получил домашнее. Когда Рибопьеру минуло 9 лет, ему был взят в гувернёры старик француз Лебо, и он стал посещать Эрмитажные собрания. Ребёнок был необыкновенно красив; все ласкали его при дворе, куда часто водил его с собой отец.

Необыкновенная красота мальчика, геройская смерть отца и великие подвиги деда заставили строгую иногда по необходимости, но всегда чувствительную и добрую Екатерину взять отрока под особое свое покровительство: она сделала его офицером конной гвардии, часто призывала к себе и любовалась им. В восемнадцать лет, когда Павел пожаловал его камергером, на плечах у него такая была головка, за которую всякая, даже довольно пригожая девица готова была бы поменяться своею.— «Записки» Вигеля

### Ранняя служба при дворе

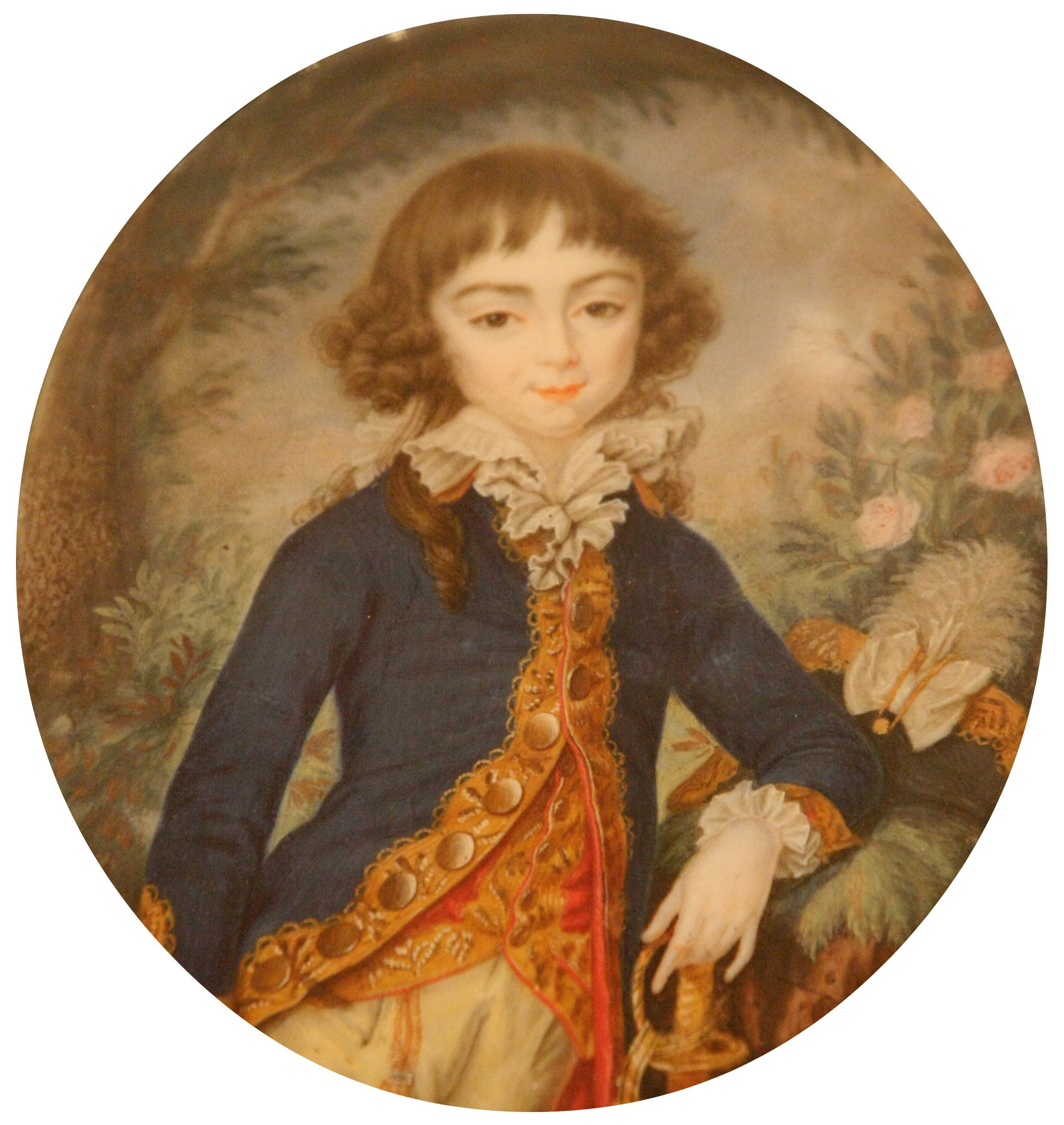
Александр Рибопьер (1790-е)

При рождении был зачислен сержантом в лейб-гвардию Семёновского полка. В службу вступил 31 декабря 1788 года; Екатерина II пожаловала его вахмистром в Конную гвардию. Император Павел, вступив в должность гроссмейстера ордена св. Иоанна Иерусалимского, назначил одним из четырёх оруженосцев Рибопьера, продолжавшего действительную службу в Конном полку, на которую поступил в 1798 году корнетом. В феврале 1799 г. он был назначен флигель-адъютантом государя.
В феврале 1799 г. 17-летний Рибопьер был пожалован императором Павлом в действительные камергеры, а 13 июня назначен в посольскую миссию в Вену сверх штата. В Вене жил в доме графа А. К. Разумовского, а когда последний, после поражения Римского-Корсакова, был отозван из Вены, Рибопьер поехал в Петербург. Граф Ф. В. Ростопчин, управлявший в то время Коллегией иностранных дел, приказал допустить Рибопьера в Архив, чтобы он мог ознакомиться с прежними договорами и изучить историю иностранных сношений российского двора. Скоро, однако, он был исключён из службы, лишён камергерского ключа и Мальтийского креста и посажен в крепость.

В последние дни его царствования имел он поединок с князем Четвертинским за одну придворную красавицу; бредя рыцарством, Павел обыкновенно в этих случаях бывал не слишком строг; но как ему показалось, что любимая его княгиня Гагарина на него иногда заглядывалась, то из ревности велел он его с разрубленной рукой, исходящего кровию, засадить в каземат, откуда при Александре не скоро можно было его выпустить по совершенному расслаблению, в которое он оттого пришёл. После того сделался он кумиром прекрасного пола.— «Записки» Вигеля
Подозрительному в таких вопросах императору донесли, что Рибопьер и Четвертинский (которому едва минуло 17 лет) дрались из-за княгини Гагариной. Поэт Гёте заносит в свой дневник: «Воскресенье. Происходит дуэль между князем Четвертинским и Рибопьером, последний ранен. Понедельник. Под уговором великого князя граф Пален должен замять дело. Нарышкин пробалтывается. Рибопьера сначала отправляют в крепость, потом высылают с семьей из города». В день своего восшествия на престол Александр I возвращает ему прежний чин и отправляет вновь в Вену. Перед этим на своё 20-летие Рибопьер был пожалован в действительные статские советники. В это своё пребывание в Вене он очень сблизился с графом А. К. Разумовским, который позднее сделал его своим душеприказчиком и завещал ему участь и судьбу своей жены.
1 декабря 1804 г. Рибопьер был снова вызван в Россию и оставлен при Коллегии иностранных дел. Он был в то время одним из старших камергеров и, в отсутствии обер-камергера, представлял императору лиц, им принимаемых. В войну 1806—1807 годов главнокомандующий армии генерал-фельдмаршал граф М. Ф. Каменский взял его с собой в армию. Рибопьер сделался сразу директором его канцелярии, его секретарём и компаньоном, начальником штаба, дежурным генералом. После того, как Каменский вскоре оставил главнокомандование, Рибопьер перешёл на службу к новому главнокомандующему Беннигсену и пробыл в качестве дипломатического комиссара при главнокомандующем всю кампанию 1806-07 годов.
С учреждением в 1810 г. Государственного совета по плану Сперанского Рибопьер, по просьбе министра финансов Д. А. Гурьева, был перемещён во вверенное ему министерство и принимал участие в работах по преобразованию различных частей финансового управления и по основанию общественного кредита. Он заведовал двумя отделениями кредитного департамента.

Общие места, с тоном приговора им произносимые, людьми несведущими или невнимательными принимались за новые и глубокие мысли. Амур и гений вместе, он пленял в одно время и изумлял петербургское общество, за которое, право, я готов краснеть. Наконец, сама холодная и гордая баденская принцесса Амалия, сестра императрицы, находившаяся тогда в Петербурге, говорила об нем с восторгом, весьма похожим на любовь. Приобщенный к сонму полубогов, он совершенно забывал смертных, единокровных ему швейцарских молочниц.— «Записки» Вигеля

### Деятельность в Смоленской губернии
21 мая 1816 г. он получил приказание немедленно ехать в Смоленск для председательствования в следственной комиссии, которой было поручено доискаться 7 млн рублей, отпущенных правительством для ссуды обывателям Смоленской губернии по представлению князя Кутузова и расхищенных. Рибопьер сумел отыскать все розданные суммы и обнаружить злоупотребления, а также привлечь к ответственности чиновников в 10 уездах. Труды эти были оценены Комитетом министров и Рибопьер был награждён орденом св. Владимира 3-й степени. Вскоре, 21 мая 1816 года, он был опять назначен председателем Комиссии, учреждённой в Смоленске для проверки отчётов в суммах и ведомостей о хлебе, употреблённых в пособие разорённым от войны обывателям.

### Деятельность в государственных банках

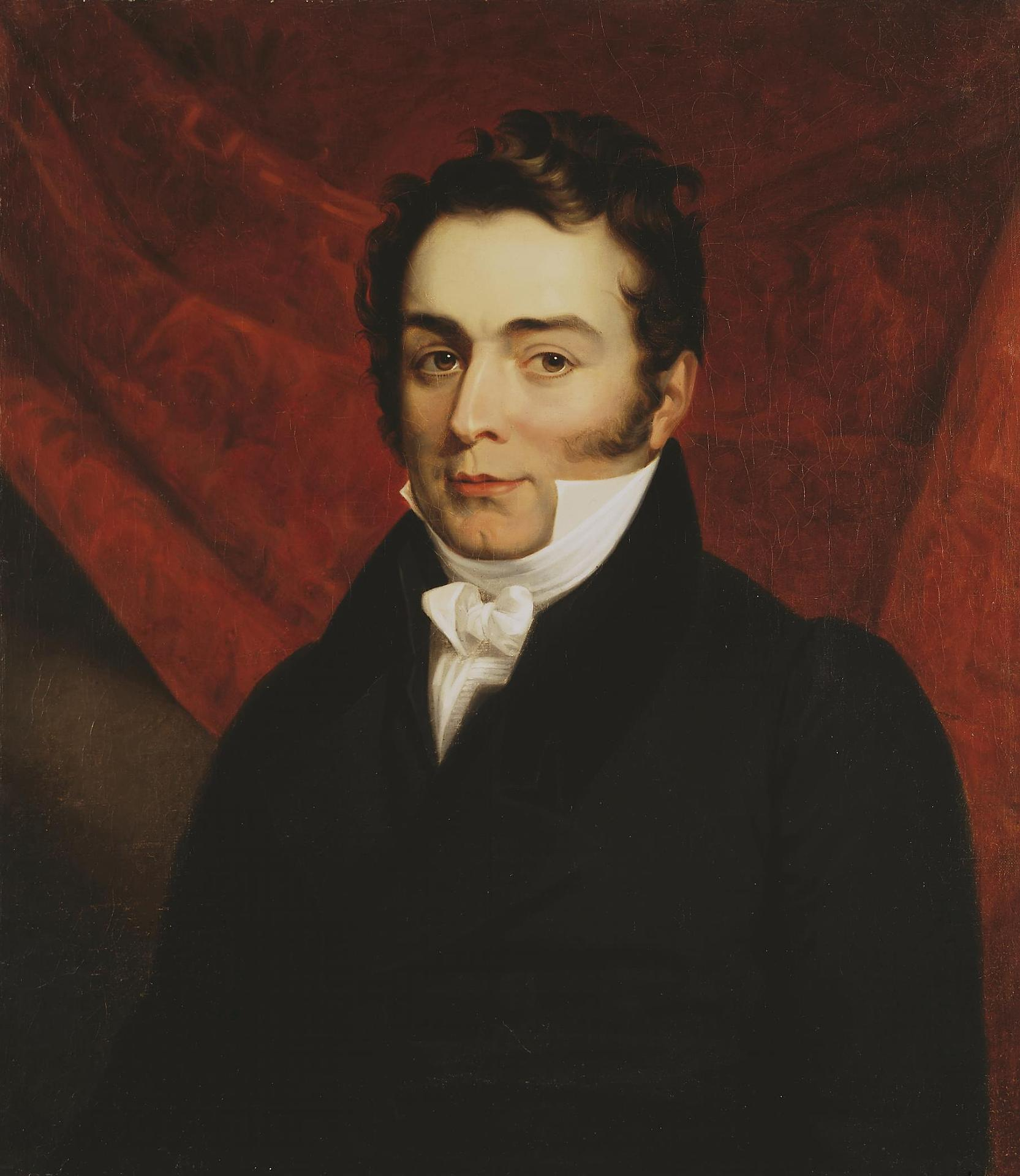
Копия с портрета Джорджа Доу (1824), которая хранится в Эрмитаже

По представлению Гурьева, ему высочайше поручено было учредить Государственный коммерческий банк, и 16 августа 1817 г. Рибопьер был назначен управляющим этим банком. Он учредил отделения этого банка в ряде крупных городов империи: Москве, Риге, Одессе, Астрахани и Н. Новгороде (на время ярмарки). Вскоре он был назначен председателем Заёмного банка и, таким образом, стал во главе всех правительственных кредитных установлений, исключая ломбарды и кредитные подразделения опекунских советов и приказов общественного призрения. Он старался облегчить финансовые обороты частных лиц и тем самым упрочил благосостояние вверенных ему учреждений. За полезную деятельность был награждён 21 августа 1818 года чином тайного советника и орденами св. Анны 1-й степени (25 июня 1819 г.) и св. Владимира 2-й степени (12 августа 1821 г.).
4 января 1822 г. был командирован в Одессу для устроения черты порто-франко.
На место Гурьева, по рекомендации Аракчеева, был назначен Е. Ф. Канкрин. Рибопьер не счёл возможным продолжать службу под его начальством, был причислен к Герольдии и уволен от должности управляющего банком (10 августа 1823 г.), удостоившись немного ранее (9 мая) получить бриллиантовые знаки к ордену св. Анны 1-й степени. Император сохранил своё благосклонное расположение к Рибопьеру и 13 мая 1824 г. повелел считать Рибопьера в ведомстве Коллегии иностранных дел, а 15 августа того же года назначил его чрезвычайным посланником и полномочным министром в Константинополе. Последовавшая вскоре кончина Александра I замедлила отъезд Рибопьера в Константинополь.

### Деятельность по делам Турции и Греции

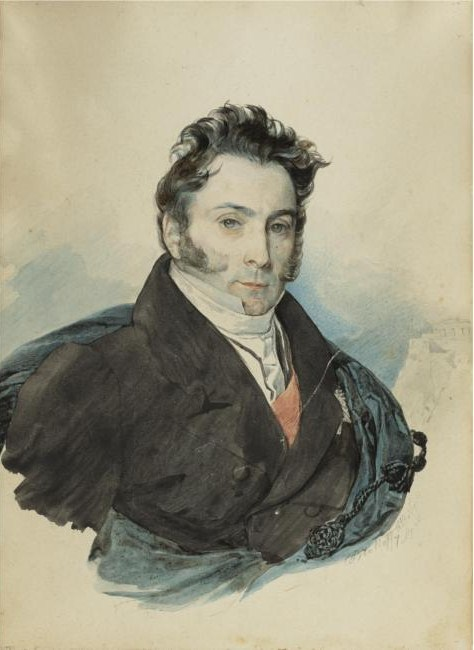
Портрет А.И. Рибопьера работы Карла Брюллова, 1829 г.

Вскоре граф Нессельроде сообщил императору Николаю I о своевременности отправки в Вену Рибопьера, чтобы переговорить с Венским кабинетом о политике относительно Порты, в особенности же относительно восставших против турецкого ига греков. Вместе с тем, на Рибопьера 19 декабря 1825 г. было возложено поручение известить императора Франца о восшествии на престол Николая I. Затем Рибопьер отправлен в Аккерман, куда и Порта решилась послать уполномоченных на конференцию по возникшему восточному вопросу. На этих конференциях турки уступили всем требованиям, и Рибопьер поехал в Константинополь. Свершившееся Наваринское сражение раздражило султана, турецкое население было возбуждено против русских и иностранцев и взялось за оружие. Представители держав решили уезжать из Константинополя. Рибопьер с семьёй и частью свиты направился в Архипелаг, где находилась русская эскадра. Прибыв в Триест, он нашёл предписание возвратиться в Грецию и открыть для обсуждения её дел конференцию. Вслед за тем им было получено разрешение вести конференции в Италии. Рибопьер отправился в Гатаиолу, где конгресс продолжался около 6 месяцев. По завершении его Рибопьер возвратился в Константинополь. Порта постоянно выказывала ему знаки почтительного доверия и предупредительности; он добился от неё признания Греции как независимого государства в пределах, установленных Лондонской конференцией. Равным образом Рибопьер добился возвращения Турцией Сербии тех округов, которые были захвачены турками во время войны с Георгием Чёрным, и признания административной независимости Сербии под управлением князя Милоша, с уплатой ежегодной дани турецкому султану. Рибопьер был награждён алмазными знаками к ордену св. Александра Невского, во внимание к неусыпным трудам и к отличному благоразумию, а затем, 30 апреля 1830 года, был произведён в действительные тайные советники.
В 1817 — 1826 г.г. русским поверенным в делах в Персии, при дворе шаха, состоял Симон Мазарович, зять А. И. Рибопьера, муж его сестры Анастасии. Таким образом, в 1820-х г.г. семейство Рибопьеров — Мазаровичей курировало всю внешнюю политику Российской империи на Ближнем и Среднем Востоке.

### Последние годы жизни

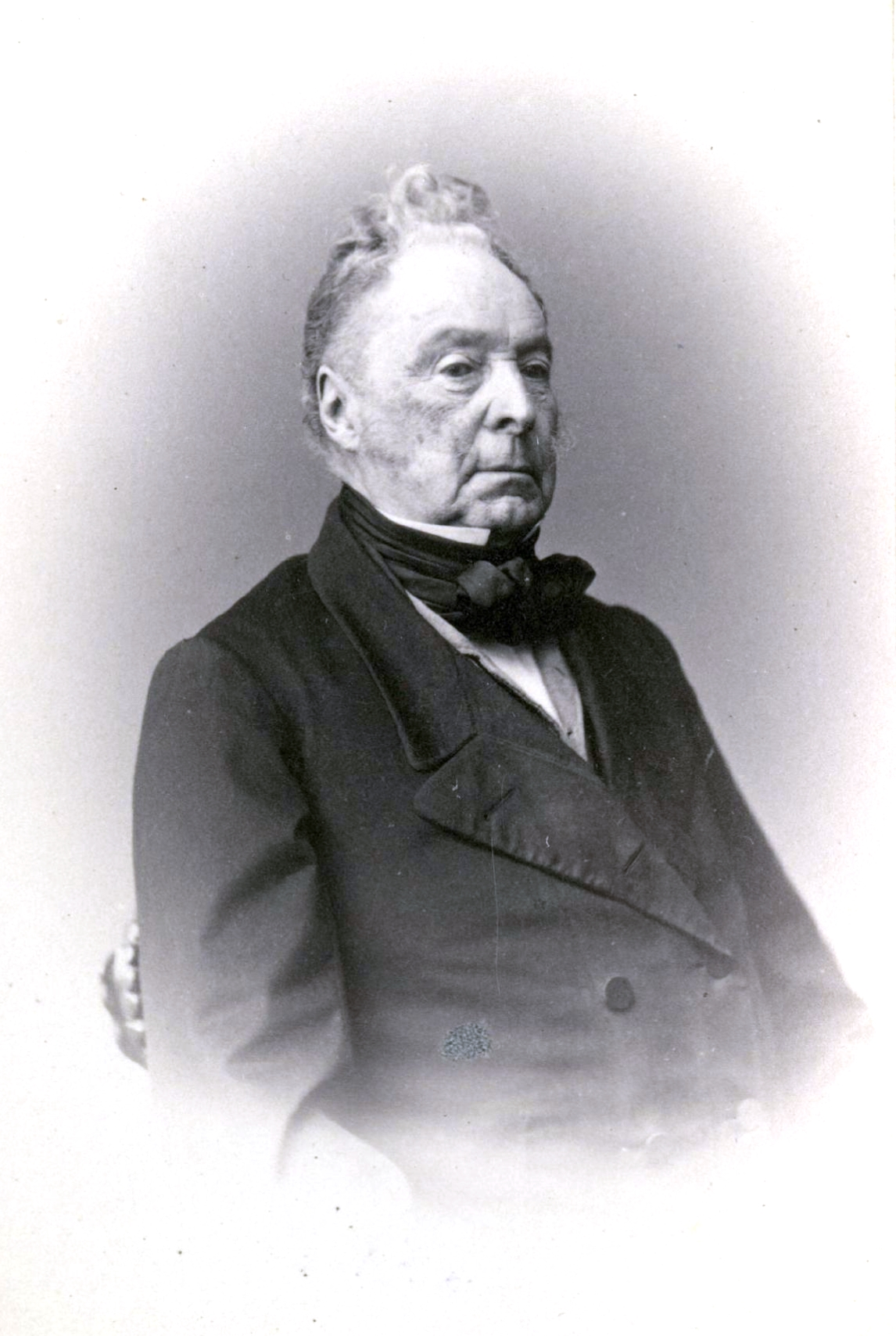
А. И. Рибопьер, 1863-65 гг

13 октября 1830 года отозван из Константинополя, а затем, в 1831 г., назначен чрезвычайным посланником и полномочным министром при прусском и мекленбургском дворах.

6 декабря 1838 г. был назначен членом Государственного совета с оставлением, впредь до высочайшего повеления, при занимаемой им должности, от которой он, впрочем, был отозван через несколько месяцев, — именно 25 марта 1839 г., причём был награждён орденом св. Владимира 1-й степени. Рибопьер был назначен обер-шенком Высочайшего двора 15 апреля 1841 года, а затем — обер-камергером (5 декабря 1844 г.), присутствовал при освящении отстроенного Кремлёвского дворца в Москве в 1849 году и был награждён в тот день (3 апреля) орденом св. Андрея Первозванного. 

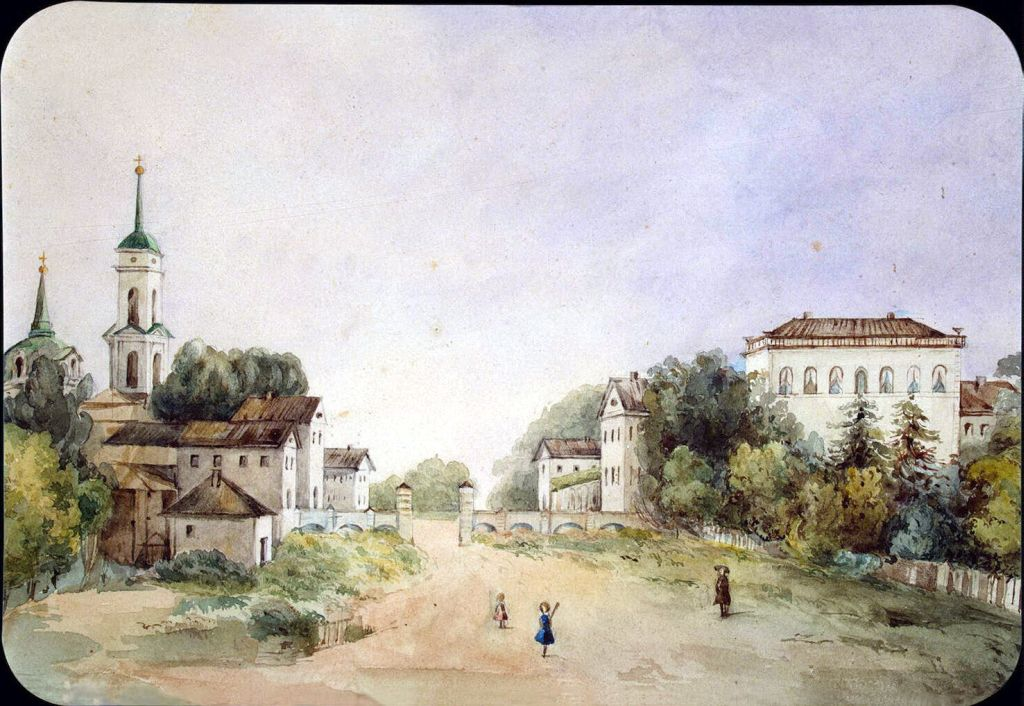
Усадьба Новое Село на акварели дочери Софьи

В день коронования императора Александра II — 26 августа 1856 г. — Рибопьер был возведён в графское достоинство Российской империи. Позднее, 17 апреля 1862 г., ему пожалованы алмазные знаки ордена св. Андрея Первозванного.
С 12 марта 1862 года (после смерти канцлера Нессельроде) и до конца жизни Рибопьер занимал наивысшее положение среди чиновников Российской империи по старшинству пожалования в чин 2-го класса табели о рангах (чиновников 1-го класса в этот период в империи не было; князь А. М. Горчаков был пожалован канцлером через два года после кончины А. И. Рибопьера).

Во время приготовлений к погребению государя наследника Николая Александровича граф Рибопьер заболел нервной горячкой и через день скончался — 24 мая 1865 года. Он погребён в Санкт-Петербурге на Тихвинском кладбище Александро-Невской Лавры. Граф Пётр Валуев писал в дневнике:
Граф Рибопьер скончался вчера почти внезапно. Сильный припадок возвратного тифа кончил жизнь его в 24 часа. Добрый и милый старец. Мир его праху.

## Семья
С 29 сентября 1809 года Рибопьер состоял в браке с Екатериной Михайловной Потёмкиной (1788—1872), дочерью генерал-поручика М. С. Потёмкина, внучатой племянницей князя Потёмкина. Молодые люди знали друг друга с детства и давно проявляли взаимную симпатию, но княгиня Т. В. Юсупова мечтала для дочери о более блестящем замужестве, поэтому свадьба долгое время откладывалась.
Их роман возбуждал всеобщее участие, после долгих усилий со стороны родственников невесты, Голицыных и Браницких, удалось получить согласие матери, к приданому за дочерью она дала 200 тысяч рублей из собственного капитала. Брак оказался счастливым, Екатерина Михайловна почти не расставалась с мужем во время его поездок по Европе, вызванных его дипломатическою службою. Она была гостеприимной хозяйкою роскошных приёмов в их петербургском доме на Гороховой, их домашние спектакли посещались императором и всем двором. Екатерина Михайловна была кавалерственной дамой ордена св. Екатерины (пожалован в 22 августа 1826 — день коронации Николая I), а в 1854 году была пожалована в статс-дамы. В молодости она была красавицей и очень походила на императрицу Жозефину. Дети:

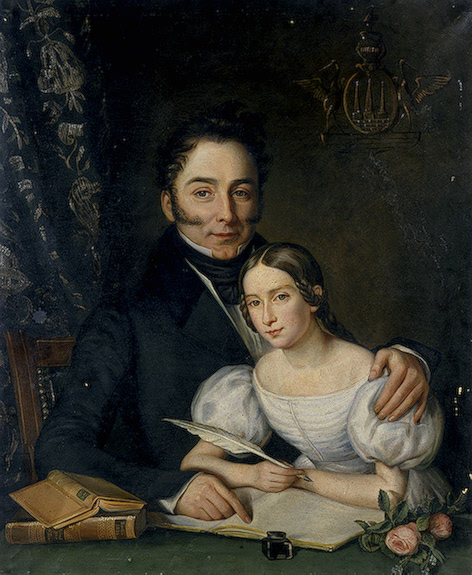
А. И. Рибопьер с младшей дочерью Татьяной, 1836 год

- Аглаида (Анна) Александровна (04.11.1811[10]—15.09.1842), крестница бабушки Т. В. Юсуповой и А. А. Бибикова; фрейлина, замужем (с 4 октября 1840 года)[11] за бароном Эрнестом Зенденом (1807— ?), сыном гессенского посланника в Пруссии.
- Софья Александровна  (04.05.1813—08.07.1881), фрейлина, с 1836 года замужем за графом В. П. Голенищевым-Кутузовым (1803—1873).
- Мария Михайловна (12.10.1814[12]— ?), крещена 12 октября 1814 года в Морском Богоявленском соборе при восприемстве князя Б. Н. Юсупова и княжны Т. Б. Голицыной.
- Михаил Александрович (умер в младенчестве);
- Мария Александровна (20.06.1816—22.09.1885[13]), фрейлина, замужем (с 27 мая 1849 года; Петербург)[14] за прусским посланником в Константинополе графом Жозефом Брасье де Сен-Симоном (1810—1872); умерла в Париже, похоронена на Монмартре.
- Иван Александрович (25.11.1817—06.02.1871), выпускник юридического факультета Санкт-петербургского университета (1839)[15], чиновник II Отделения СЕИВК (на 1849), гофмейстер (1863), женат на княжне Софье Васильевне Трубецкой, дочери генерала от кавалерии, генерал-адъютанта, сенатора В. С. Трубецкого. Их единственный сын Георгий Иванович Рибопьер (1854—1916) стоял у истоков олимпийского движения в России, был организатором атлетического общества и провел первый в России чемпионат по борьбе. Их дочь Софья (15.03.1849-8.06.1919) была замужем за сыном барона Б. А. Фитингоф-Шеля, дипломатом Александром Борисовичем Фитингоф-Шель (1855—31.12.1926).
- Татьяна Александровна (29.06.1829—14.01.1879), фрейлина, жена князя Н. Б. Юсупова, мать княгини Зинаиды Юсуповой.

Старшие дочери унаследовали красоту матери, современница писала про них:
... Какие очаровательные особы, какие прелестные лица, особенно их выражение — соединение живости и кротости, и притом какой тон, сколько достоинства, я никогда не видала подобного комильфо. Они очаровательны! Можно быть красивее, особенно чем младшая, но нельзя быть привлекательнее. Чем больше на них смотришь, тем больше хочется их видеть. Если бы я была мужчиной, думаю, влюбилась бы в них, едва увидав. Все в один голос ими восхищаются, и молодые, и старые от них в восторге.
Долли Фикельмон в 1831 году записала в своем дневнике:
Дочери Рибопьеров, хотя и не пользуются большим успехом, по-моему, прелестны. Их красоту находят очень холодной, но я считаю, что они хороши большими черными глазами, правильными чертами и бледностью лица, они немного похожи на евреек, однако ведь есть такие красивые еврейки! Но то, что в них особенно очаровательно, — выражение доброты, доброжелательности и отсутствие претенциозности, чем они всегда будут привлекательны.

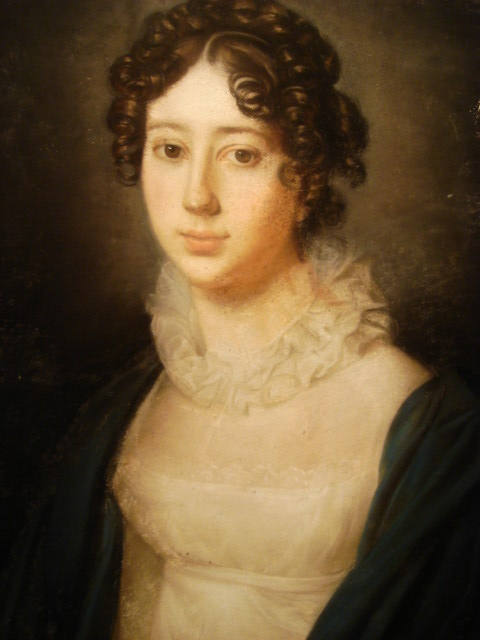
Екатерина Михайловна жена
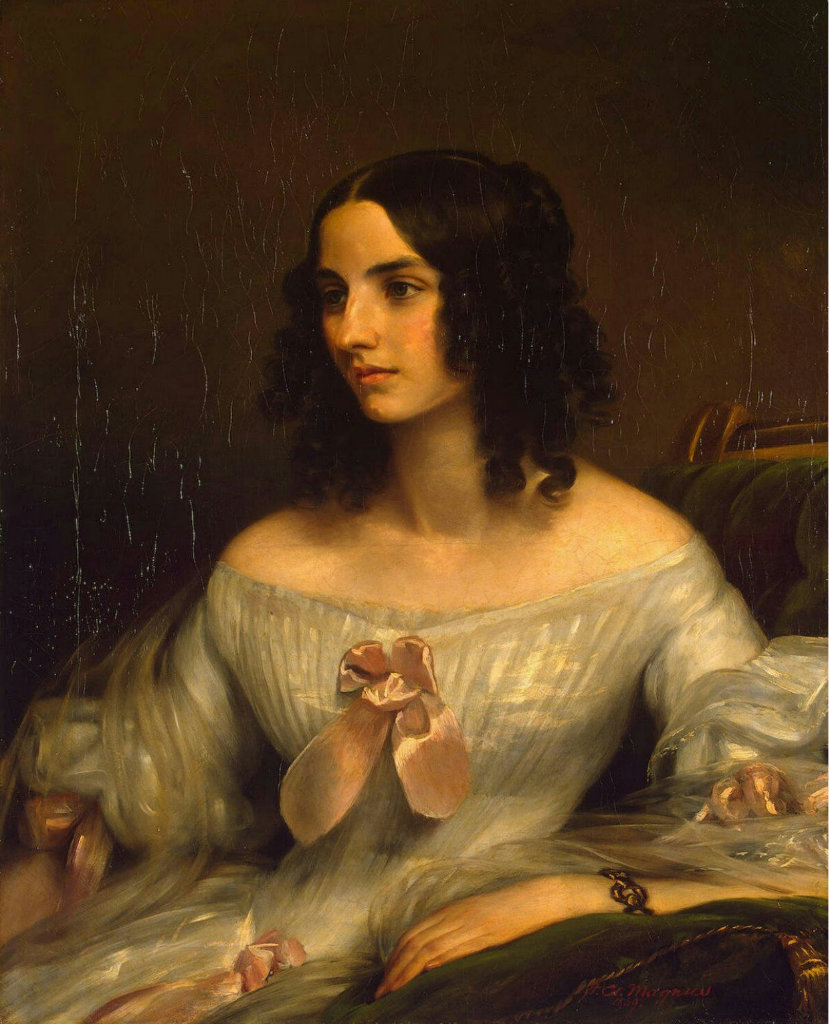
Аглая Александровна дочь
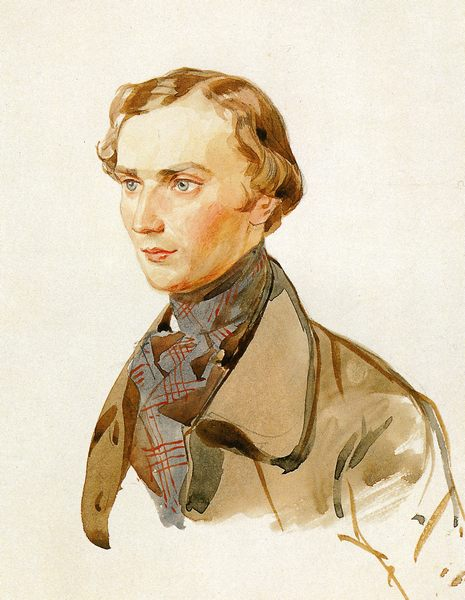
Иван Александрович, сын
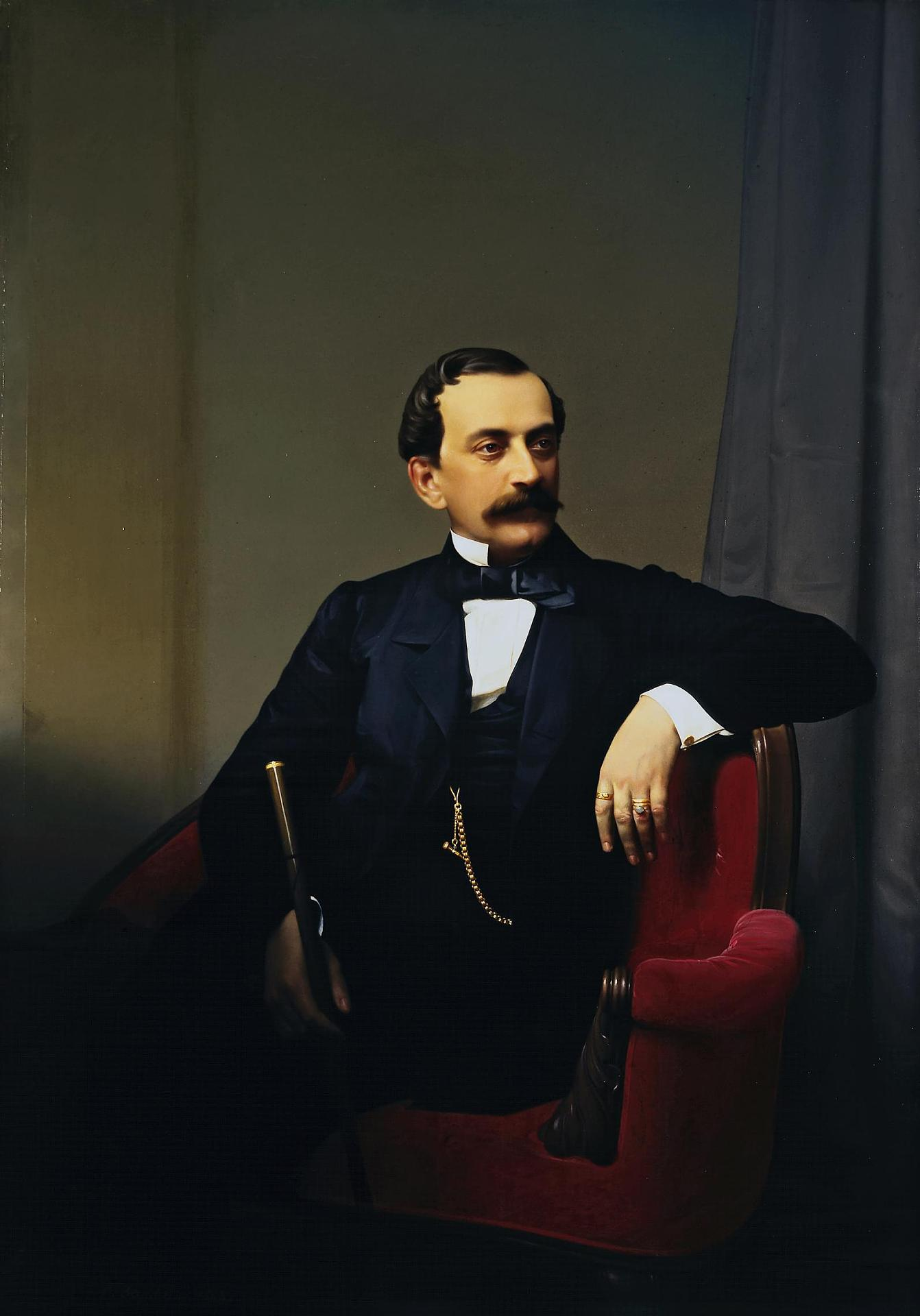
Николай Юсупов, зять
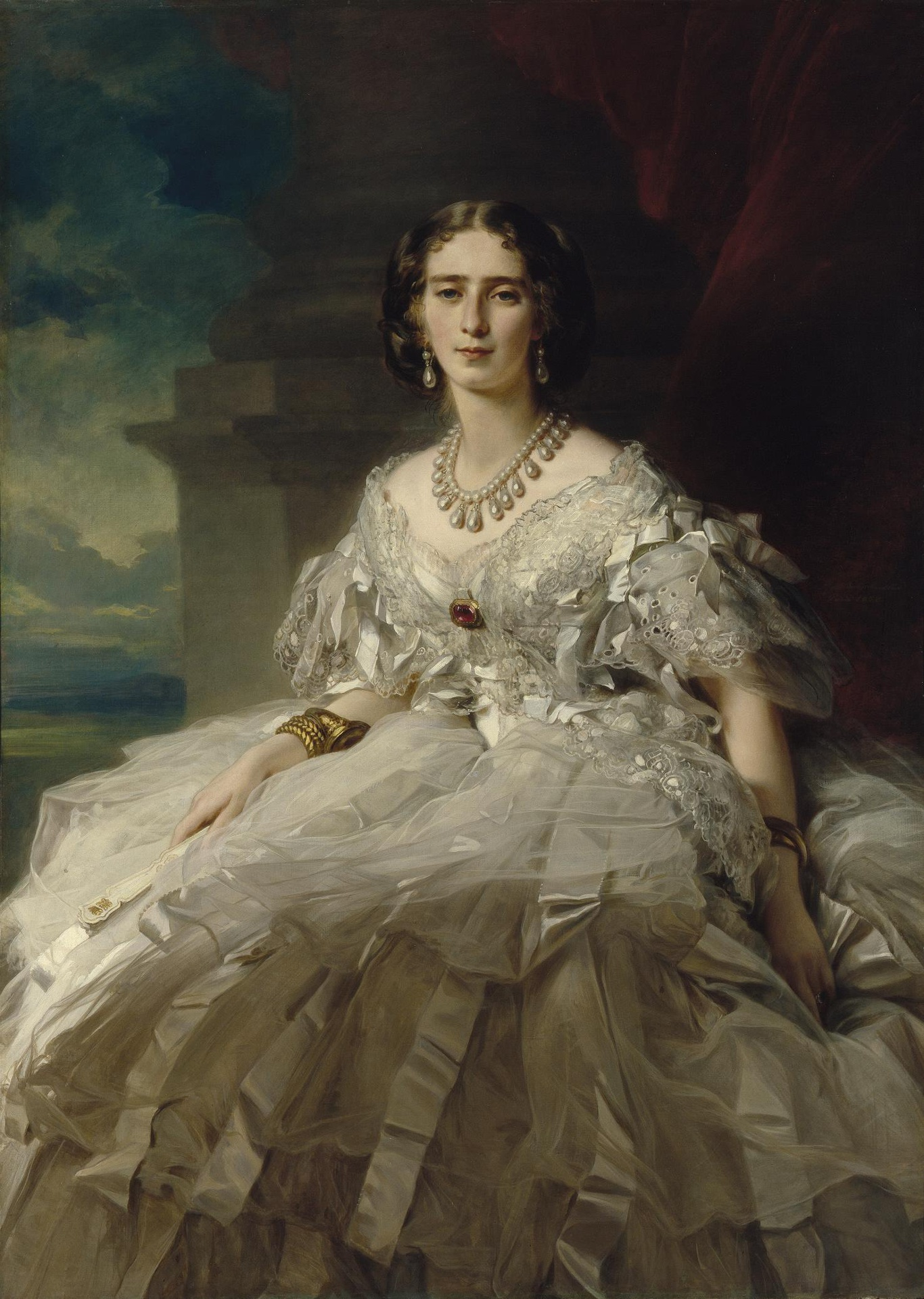
Татьяна Александровна, дочь